# Kolonizacija na Slovenskem
Kolonizacijo na slovenskem uvrščamo v obdobje  srednjega veka. Nenačrtna kolonizacija je neorganizirana. Ljudje se naseljujejo po svoji volji, vzroki za selitev pa so večinoma prenaseljenost ali pa premalo polj za obdelovanje.
Načrtna kolonizacija poteka pod vodstvom fevdalca, ki jo tudi spodbuja. Fevdalec je dobil v uživanje posest in kmalu ugotovi, da sama od sebe ne bo »rodila« ničesar. Potrebuje delovno silo. Sprva jo išče v domačih krajih in deželah, nato pričnejo naseljevati nemško prebivalstvo s čimer se poleg kolonizacije pričneta še procesa asimilacije in germanizacije. V želji po še večjem dobičku so fevdalci naseljevali ljudi tudi zato, da so le-ti izkrčevali gozdove in izsuševali močvirja. Tako je fevdalec pridobil še več obdelovalnih površin.
Notranja kolonizacija je tip kolonizacije pri katerem fevdalec uporablja zgolj notranji prirast, za zunanjo kolonizacijo pa je značilno, da naseli prebivalstvo iz drugih držav. Posledice zunanje kolonizacije so tako sprememba etnične, jezikovne in včasih celo državne meje.
Na slovenskem ozemlju ločimo štiri faze kolonizacije:

## 1. faza: slovanska kolonizacija (6. - 9. stoletje)
Naselitev je zajela ozemlja, ki so bila naseljena že v antiki in primerna za obdelovanje (negozdnat, rahlo gričevnat teren). Predniki, ki so se naseljevali v tem času, so poselili bistveno večje območje, kot je območje današnje slovenske narodnostne skupnosti. To območje je segalo od Furlanije na zahodu, do Donave na severu, na jugu do linije Trst - Reka (Rijeka) in na vzhodu do Blatnega jezera. Izogibali so se ravnin, še vedno nevarnih zaradi številnih roparskih plemen, ki so pustošila po Evropi. Nastajala so naselja gručastega tipa (strnjene skupine hiš). Na to najstarejšo fazo kolonizacije kažejo imena, ki so jih slovanski naseljenci prevzemali od staroselcev, in krajevna imena, oblikovana in izpeljana iz besede selo. Poleg imen so prevzemali tudi poljedelsko tehniko - požigalništvo, ki se je sicer že umikalo motičnemu in ponekod ralnemu poljedelstvu. Prihajalo je do postopnega ustaljevanja njiv in nastajati so pričele grude - polja razkosana v parcele nepravilnih oblik.

## 2. faza: notranja in zunanja kolonizacija (10. - 13. stoletje)
Največja kolonizacija v kateri so fevdalci naseljevali podložnike iz bližnjih okolij (notranja) ter kolonizacija oddaljenih, tujih držav (zunanja).
Napredek v poljedelski tehniki je omogočal boljši pridelek, kar je vplivalo tudi na povečanje prebivalstva. Srednjeveška kolonizacija je v slovenskih deželah v tem času dosegla vrhunec. Ugodnih zemljišč za naseljevanje je bilo še dovolj. Nastajala so naselja, ki imajo še danes v poimenovanju besedo vas (nemško dorf). Poleg domačih kolonistov se je večalo tudi število priseljencev iz nemških dežel. Te so pripeljali novi, nemški zemljiški gospodje s svojih starih posestev. S tem se je začela germanizacija in na severu slovenskega naselitvenega območja se je podoba prvotno naseljenega ozemlja povsem spremenila. Prve vasi nemških kmetov so nastajale tudi na strnjenem slovenskem ozemlju (npr. na Dravskem in Sorškem polju).
Za obdobje druge kolonizacije so značilne revolucionarne spremembe na področju kmetijstva, tako so se uveljavila številna nova (zlasti železna) orodja (kosa, grablje, vile, sekire). Pričeli so uporabljati konja kot vprežno živino (za plug), kar je privedlo do razvoja natriletnega kolobarjenja z jarino, praho in ozimino. Število prebivalstva v tem času se je močno povečalo. Grude so v tem času zamenjale dolge in ozke njive imenovane delci, pojavi pa se tudi razdelitev na celke (tj. kmetije, kjer leži vse zemljišče - polje, pašnik, gozd - v enem kosu okrog domačije in drugih gospodarskih objektov. Nastajajo novi tipi vasi, in sicer obcestne vasi, vrstne vasi, barjanske vasi in središčne vasi.

## 3. faza: višinska kolonizacija (13. - 15. stoletje)
Ker so bile naravno ugodne površine za obdelovanje zemlje že poseljene, so se selitveni tokovi usmerili v višje ležeče predele, v rovte. Zato to fazo imenujemo tudi višinska ali rovtarska kolonizacija. Naselja so nastajala tudi v višini okoli 1000 metrov, manjše zaselke in samotne kmetije pa so naseljenci postavljali na gozdnih posekah (zato imena Novak, Novina, Rovtar). Število naselij se je v tem času zelo povečalo in doseglo (marsikje pa tudi preseglo) število današnjih.
Ta faza kolonizacije je bila najintenzivnejša na Pohorju, Kobanskem, v Mežiški dolini in nekaterih predelih Gorenjske. Tedaj je prenehal val priseljevanja iz nemških dežel - razen v (delno) Selško dolino in na Kočevsko, kamor so se naselili Nemci in so ohranili svojo identiteto in kulturo do druge svetovne vojne. V tem času nastajajo samotne kmetije z enim kosom polja, v visokih predelih pa so se razvile sirnice in planinski pašniki.
Kolonizacijo so izvajali predvsem zemljiški gospodje, ki so koloniste pridobili na tistih posestvih, kjer je bilo prebivalcev preveč. Ker je večina fevdalcev v slovenskih deželah imela posesti tudi na tujem, je bilo mnogo kolonistov tujcev. Kolonizacija je zato tesno povezana s procesom germanizacije, čeprav ta ni bila načrtna, temveč bolj posledica tega, da je bilo veliko kolonistov Nemcev. Zlasti v severnih področjih Štajerske in Koroške je bil pritisk nemških naseljencev zelo močan, zato so se slovanski prebivalci asimilirali in ponemčili. Proces pa je bil tudi obraten – če so nemški priseljenci predstavljali manjšino znotraj slovenskega ozemlja, so sprejeli slovenski jezik in navade.
Znotraj slovenskega narodnostnega ozemlja so nastali tudi nekateri večji nemški narodnostni otoki: Kočevsko, Sorško polje, Apaška kotlina. Ker so bili Nemci tam naseljeni strnjeno, so mnogo dlje ohranili svoj jezik in kulturo, v Kočevju na primer do konca druge svetovne vojne, ko so bili izgnani. Pravi nemški otoki so bila tudi mesta, ki so imela skoraj povsem nemški značaj.
Slovenska narodnostna meja se je večinoma izoblikovala prav v srednjem veku. Na zahodu je bila tako rekoč nespremenjena že od naselitve Slovanov in je segala do vzhodnega roba Furlanske nižine. V Furlansko nižino se Slovani niso naselili v večjih množinah in so se kmalu romanizirali. Meja s Hrvati se je prav tako oblikovala že v času naselitve. Na vzhodu je na narodno mejo močno vplivala naselitev Madžarov v Panonski nižini. S tem so presekali neposredno zvezo Slovencev s Slovaki. Na severno mejo pa je najmočneje vplivala prav kolonizacija. Nemške so tedaj postale obe Avstriji, severna Štajerska in severna Koroška.
Razvoj fevdalizma na Slovenskem je bil podoben kot drugje v Evropi. Zanj je značilno poenotenje odvisnih kmetov, ki so vse bolj postajali enoten podložniški razred. Kosezi so deloma postali odvisni kmetje, deloma pa so vstopili v razred fevdalcev. Dajatve so se vse pogosteje iz naturalnih spreminjale v denarne, ki so jih zapisovali v urbarjih. To so bile knjige, v katerih so bile zapisane obveznosti kmetov do njihovega zemljiškega gospoda. Veliko Slovencev si je našlo dodaten vir zaslužka tudi v tovorništvu in kmečki trgovini.

## 4. faza: dodatna kolonizacija (po 16. stoletju)
Pojavljala se je v več oblikah in valovih, kot dodatna kolonizacija pa segala na že naseljena in širša nenaseljena območja (rovtarska kolonizacija). Pomemben val so bili begunci iz hrvaških in srbskih dežel, ki so bežali pred Turki (od tod imena Hrovat, Horvat, Skok). Naseljevali so se v Beli krajini, v spodnji dolini Krke, na Dravskem polju in Krasu. Del organiziranih priseljencev (Uskokov) si je pridobil tudi privilegije, saj je prevzel nase breme obrambe pred Turki.
Nastajala so nova kajžarska naselja blizu manjših mest (za Kajžarje je značilno da so se poleg poljedelstva ukvarjali še z drugimi dejavnostmi, ker jim prve niso nudile dovolj zaslužka za preživetje), nastajale pa so tudi zidanice v vinogradih, v katerih so našli dom revnejši najemniki - gostači (Haloze, Ptujsko polje, ...). Za ta čas je torej že značilno razslojevanje tudi znotraj kmečkega sloja.
Dodatna kolonizacija je torej povezana s turškimi vpadi na naše območje in z vdorom prvih zgodnjekapitalističnih oblik proizvodnje, ki so razdrobili tudi kmečko prebivalstvo na bogate gruntarje in revnejše gostače in dninarje.

## Posledice kolonizacije
Sloj podložnikov (kmetov) se je zaradi vdora prvih kapitalističnih oblik proizvodnje začel razslojevati. Nastali so bogatejši gruntarji, maloposestniki kajžarji ter revni kmečki delavci dninarji in gostači.Polja so bila obdelana do tako visoke nadmorske višine kot nikoli prej in kasneje. Zunanja podoba podeželja se zelo spremeni. Narodnostna meja na Koroškem se zelo spremeni. Slovenci so izgubili 36.000 km2 ozemlja.
Med tretjo in četrto fazo je moč opaziti rahlo zmanjšanje vala priseljevanja zaradi naslednjih vzrokov:
1. Obdobja slabih letin in posledično lakot, ki so privedle tudi do izbruha različnih bolezni zaradi manjše odpornosti ljudi.
2. Politične nestabilnosti v Rimsko-nemškem cesarstvu - dinastični spori, kjer je najbolj trpelo kmečko prebivalstvo.
3. Naravne katastrofe kot posledica nestrokovnega krčenja gozdov in zaradi tega povečane erozije tal.
4. Zaradi turških vpadov. Turki so odpeljali ogromno moških in otrok, ogromno so jih pobili, vasi pa požgali in izropali.
5. Prvi kmečki upori.